# Druid (band)
Druid was een Britse rockband binnen het segment progressieve rock in de stijl van Yes.
De band bestond grofweg tussen 1971 en 1978. De band startte na oprichting door Brewer en Stevens als een viertal met toetsenist Pete Griffiths, die de band in 1973 verliet. Een jaar later kreeg Druid de wind in de rug toen het een talentenjacht van het blad Melody Maker (Rock and folk talent contest) won. Ze wonnen na het spelen in de Roundhouse (ronde concertzaal) 500 Britse pond, nadat een jury waarin de jury bestaande uit Bob Harris (presentator The Old Grey Whistle Test), Elkie Brooks, Clifford T. Ward, Roy Wood (artiesten), Martin Clarke, Wally Eden (muziekproducenten bij EMI) en de baas van Melody Maker de band tot winnaar hadden gestemd.
Met de nieuwe toetsenist Andrew McCrorie-Shand kreeg de band voor drie albums een platencontract bij EMI Music. Dat resulteerde in twee langspeelplaten. Zo goed als deze start was, zo matig bleven de verkopen. Druid kreeg te maken met weinig promotie en een oprukkende punk en bijbehorende muziek Zo tekende EMI onder andere de The Sex Pistols.
McGrorie-Shand herinnerde zich later dat Druid nog wel aan een derde album begon met werktitel Newfoundland. Er werden al nummers van gespeeld tijdens de concerten en ook de platenhoes zou al klaar zijn geweest. De gemaakte demo’s leiden wel tot opnamen, maar van een album kwam het niet; de mastertapes raakten daarna zoek, aldus McCrorie-Shand in 2019.

## Leden
- Cedric Sharpley – drumstel
- Neil Brewer – basgitaar
- Dane Stevens – zang, gitaar
- Andrew McCrorie-Shand – toetsinstrument (vanaf 1974)
- Pete Griffiths – toetsinstrumenten (1971–73)

Na opheffing vonden Sharpley, Brewer en McCrorie-Shand verder emplooi in de muziekwereld.

## Discografie
- 1975: Toward the sun
- 1976: Fluid druid